# Dactyloctenium hackelii
Dactyloctenium hackelii är en gräsart som beskrevs av János Johannes Wagner och Friedrich Vierhapper. Dactyloctenium hackelii ingår i släktet knapphirser, och familjen gräs. IUCN kategoriserar arten globalt som otillräckligt studerad.
Artens utbredningsområde är Socotra. Inga underarter finns listade i Catalogue of Life.